# Chossewitz
Chossewitz (niedersorbisch Kósojce) ist ein Ortsteil der Stadt Friedland im Landkreis Oder-Spree in Brandenburg. Bis zur Eingemeindung nach Friedland am 31. März 2001 war Chossewitz eine eigenständige Gemeinde, die vom Amt Friedland (Niederlausitz) verwaltet wurde.

## Lage
Chossewitz liegt im äußersten Norden der Niederlausitz im Naturpark Schlaubetal, etwa 15 Kilometer östlich der Kernstadt Friedland und 17 Kilometer westlich von Neuzelle. Der Ort liegt am Ostufer des Chossewitzer Sees und an der Oelse, die nördlich in den See mündet. Nördlich von Chossewitz befinden sich der Wohnplatz Klingemühle und der Klingeteich. Umliegende Ortschaften sind der Grunow-Dammendorfer Ortsteil Dammendorf im Norden, die zur Gemeinde Schlaubetal gehörenden Ortsteile Bremsdorf im Nordosten und Kieselwitz im Osten, der Neuzeller Ortsteil Treppeln im Südosten, Groß Muckrow im Süden, Weichensdorf im Westen sowie Klein Briesen und Groß Briesen im Nordwesten.
Das Dorf liegt zwei Kilometer nördlich der Landesstraßen L43 und L433. Chossewitz ist rundum von weitreichenden Waldgebieten des Schlaubetals umgeben. Zu Chossewitz gehören die Wohnplätze Klingemühle und Forsthaus Jankemühle.

## Geschichte
Das Historische Ortsverzeichnis von Brandenburg gibt als Ersterwähnung von Chossewitz eine Urkunde vom 6. April 1368 an. Am 8. August 1004 schenkte Heinrich II. mehrere Dörfer der Niederlausitz an das Kloster Nienburg an der Saale, in der Schenkungsurkunde wird das Dorf Gostewissi genannt, was mitunter als Chossewitz gedeutet wird. Dies wird in einer Urkunde des Papstes Innozenz III. vom 4. Juni 1216 bestätigt. Anfang des 15. Jahrhunderts lautete der Ortsname Choßwitz und 1518 Kosswitz. Für den Ortsnamen gibt es verschiedene Deutungsmöglichkeiten. Er stammt aus dem altsorbischen und ist entweder von dem Personennamen Kos abgeleitet oder bedeutet Ort, an dem es Amseln gibt.
Spätestens ab 1517 gehörte Chossewitz zur Herrschaft Friedland. Im Jahr 1533 wurde die Herrschaft Friedland für einen Preis von 21.500 Talern an den Johanniterorden verkauft. Seitdem gehörte Chossewitz zum Ordensamt Friedland. Dieses wurde im Jahr 1811 von dem damaligen sächsischen König Friedrich August I. eingezogen und anschließend in das königlich-sächsische Rentamt Friedland umgewandelt, welches in dieser Form bis 1815 und anschließend im Königreich Preußen bis 1874 existierte.
Laut der Topographisch-statistischen Übersicht des Regierungsbezirks Frankfurt an der Oder aus dem Jahr 1844 gab es in Chossewitz zu dieser Zeit 26 Wohngebäude, die von 143 Einwohnern bewohnt wurden. Juristisch war für das Dorf das Amtsgericht Frankfurt (Oder) zuständig. 1867 wurden im Dorf 24 Wohnhäuser und 207 Einwohner gezählt. Damals gab es in Chossewitz eine Wassermühle, die um 1600 errichtete Jankemühle, diese hatte damals 21 Einwohner. Die Mühle brannte 1955 ab. 1944 sollte Chossewitz aufgrund der Errichtung des SS-Truppenübungsplatzes Kurmark zwangsumgesiedelt und abgerissen werden, aufgrund des Kriegsendes 1945 kam es allerdings nicht mehr dazu. Zwischen Mai 1993 und 1999 befand sich in Chossewitz eine Zweigstelle der Justizakademie des Landes Brandenburg.
Vor 1815 gehörte Chossewitz zum Krummspreeischen Kreis. Als Ergebnis des Wiener Kongresses kam die Niederlausitz, die vorher zum Königreich Sachsen gehörte, an das Königreich Preußen. Danach wurde der historische Krummspreeische Kreis zum Landkreis Lübben umgeformt und wurde Teil des Regierungsbezirks Frankfurt in der Provinz Brandenburg. Nach dem Ende des Zweiten Weltkriegs und der Konferenz von Jalta kam die Gemeinde Chossewitz in die Sowjetische Besatzungszone und wurde in den Landkreis Frankfurt (Oder) umgegliedert. Bei der Kreisneubildung in der DDR am 25. Juli 1952 wurde Chossewitz dem Kreis Beeskow im Bezirk Frankfurt (Oder) zugeschlagen. Nach der Wende wurde der Kreis Beeskow in Landkreis Beeskow umbenannt. Bei der Kreisreform am 6. Dezember 1993 wurde die Gemeinde Chossewitz dem Landkreis Oder-Spree zugeordnet. Am 31. März 2001 wurde Chossewitz zusammen mit zwölf weiteren Gemeinden in die Stadt Friedland eingemeindet.

## Kultur und Sehenswürdigkeiten
Für Chossewitz sind in der Denkmalliste des Landes Brandenburg ein Baudenkmal und fünf Bodendenkmale ausgewiesen:
- Die evangelische Dorfkirche Chossewitz wurde um 1730 als Fachwerkkirche errichtet. Der westliche Vorbau wurde um 1780 ergänzt. Anfang der 1990er-Jahre wurde das Gebäude saniert. Im inneren verfügt die Kirche über einen Kanzelaltar aus dem 18. Jahrhundert.[9]
- Durch Chossewitz verläuft der Radwanderweg Oder-Spree-Tour.

## Einwohnerentwicklung
| 1875 | 197 | 1939 | 143 | 1981 | 93  |
| 1890 | 186 | 1946 | 229 | 1985 | 104 |
| 1910 | 173 | 1950 | 213 | 1989 | 94  |
| 1925 | 148 | 1964 | 127 | 1995 | 107 |
| 1933 | 140 | 1971 | 119 | 2000 | 108 |

## Persönlichkeiten
- Helmut Klose (1904–1987), Schneider, Dichter und Landstreicher, Kämpfer im Spanischen Bürgerkrieg und Mitglied der Bruderschaft der Vagabunden, wurde in der Jankemühle geboren